# Comuna Kluki
Kluki este o comună (în poloneză: gmina) rurală în powiatul Bełchatów, voievodatul Łódź, Polonia.
Comuna acoperă o suprafață de 118,5 km² și are, potrivit datelor din anul 2006, o populație de 3.949.